# غديرا
غديرا هي بلدة في فلسطين (إسرائيل) في المنطقة الوسطى وتأسست في عام 1884. تقع 13 كيلومتر جنوب رحوفوت. في عام 2009، كان يبلغ عدد سكانها 21,500.

## التاريخ
تل قطرة هو تل أثري يقع شمال مستوطنة غديرا. كانت قرية قطرة تقع عليه حتى عام 1948، وتم احتلالها وتدميرها في حرب 1948. وفقًا لقطع الفخار المكتشفة في الموقع، كانت مأهولة بالسكان خلال العصر البرونزي المبكر والعصر البرونزي الأوسط والعصر الحديدي وما بعده، حتى العصر البيزنطي. ومن اسم سميت مستوطنةكدرون (קדרון) القريبة. تم إنشاء نقطة مراقبة ومقاعد استراحة في أعلى التل تطل على غديرا والمنطقة المحيطة بها.
وكما هو الحال في معظم الأرياف في البلاد في ذلك الوقت، كانت أراضي القرية مملوكة لأفندي غير فلسطيني وكان القرويون يستأجرون الأرض. في عام 1884، اشترى الحاخام يحيئيل ميخل بينس العضو في أحباء صهيون من بوليوفيير القنصل الفرنسي في يافا 3000 دونم من أراضي القرية لصالح حركة بيلو الروسية. تم تسجيل الأرض باسم الحاخام عزرئيل هيلدسهايمر من برلين، وقسمت الأرض إلى 25 قطعة متساوية وأقاموا مستوطنة غديرا.
وصل المستوطنون الأوائل إلى الموقع خلال عيد حانوكا. في عام 1888، بنى بنيامين ومينا فوكس أول منزل حجري في غديرا، والذي استخدم لاحقًا كمقر اجتماعات لمنظمة بناي بريث.
كان المستعمرون الصهاينة في غديرا من الشباب ويعتبرون عدوانيين تجاه السكان العرب الفلسطينيين الأصليين. وتشير مصادر صهيونية إلى قيامهم باستفزاز الفلسطينيين في قرية قطرة المجاورة، وإهانتهم والظلم والغطرسة تجاههم. في إحدى الحالات، في أعقاب مشاجرة مع قطرة عام 1887 (أصيب خلالها أحد المستعمرين أثناء محاولته منع الرعاة العرب من رعي قطعانهم في أراضي المستعمرة)، بدأ المستعمرون عمدًا قتالًا لجذب انتباه اليهود البارزين. ويدعي الناشطون في يافا ذلك في ظل المستعمرين.
في عام 1912، استقرت مجموعة من المهاجرين اليمنيين في جيديرا. خلال فترة الانتداب البريطاني، أصبحت غديرا منتجعًا شهيرًا بسبب مناخها المعتدل وهوائها النقي.
احتلت الهاغانا قطرة في 17 مايو 1948 وهجرت أهلها.
في 1949-1953، وصل آلاف المستوطنين من اليمن ورومانيا والعراق وبولندا ومصر والمغرب وتونس والهند وإيران وليبيا ودول أخرى في معسكرات الخيام.

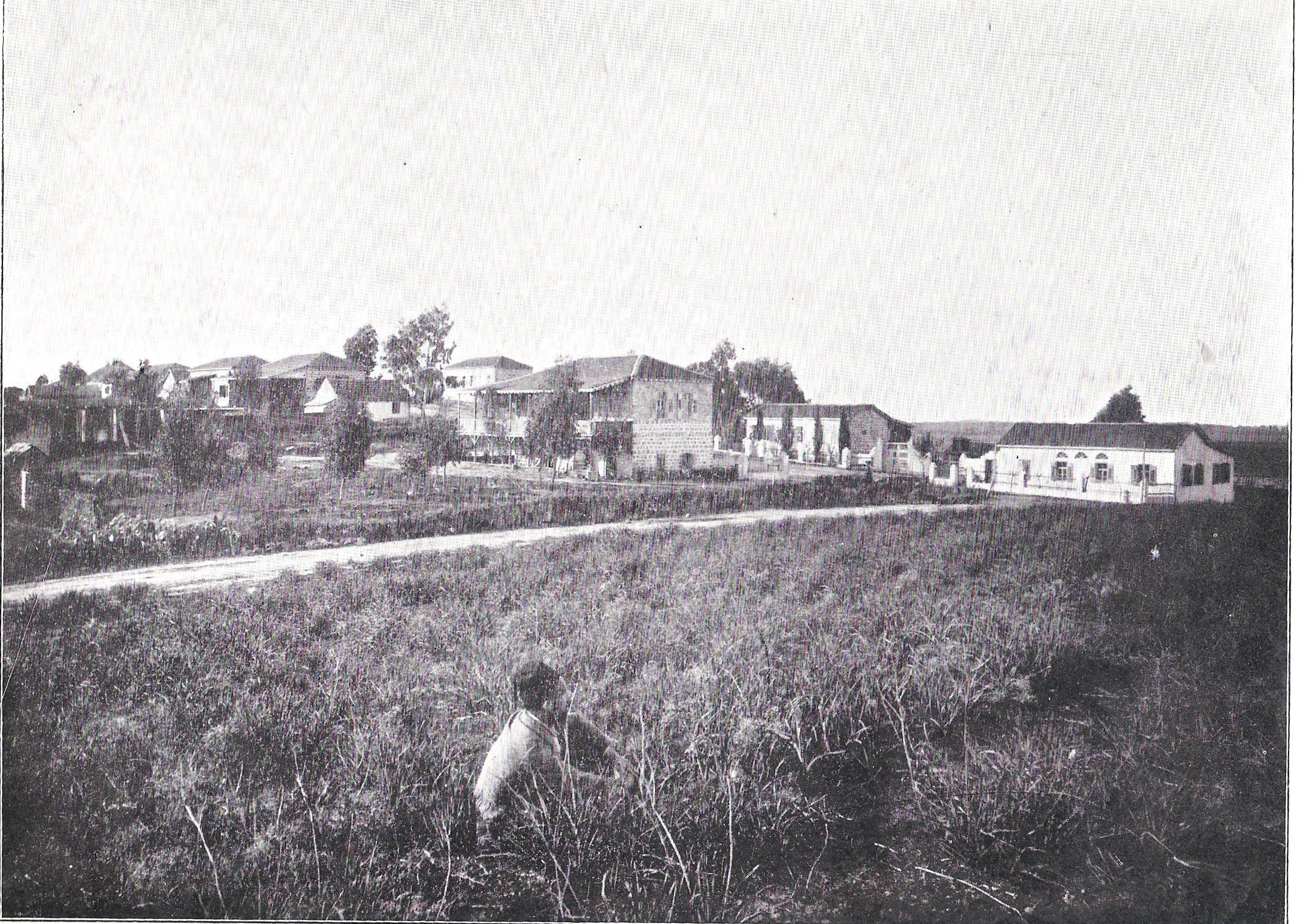
غديرا حوالي عام 1899

 

## توأمة
لغديرا اتفاقيات توأمة مع كل من:
- فالانس
- رومان، رومانيا

## أعلام
- جيلا غامليل
- بن صهيون حلفون
- أفشالوم فاينبيرغ